# 鲍勃·温德
罗伯特·乔治 “鲍勃”·温德（英語：Robert George "Bob" Windle，1944年11月7日—），澳大利亚自由泳运动员，活跃于20世纪60年代。他获得了四枚奥运奖牌，包括一枚个人金牌。温德在1964年东京夏季奥运会1500米自由泳项目上摘金，并在接下来的1968年夏季奥运会4x200米和4x100米的自由泳接力赛中摘取银铜牌。由于十足的竞争力，他代表澳大利亚队出征了所有男子游泳项目（100米-1500米）。在他的职业生涯中，温德创下了六项世界记录，并获得了六项英联邦运动会金牌。从220码到1650码的各项距离比赛中，他包揽了19场澳大利亚冠军。
温德在悉尼东部长大，温德在12岁的时候就在弗兰克·格思里门下训练。温德参加的第一场大型比赛是1960年的澳大利亚锦标赛。当年15岁的他，在那场比赛中取得第二名的好成绩，这也让他在之后1960年罗马夏季奥运会上获得了一席之地。但教练并没有让他参赛，只是带他去收集经验。之后，他在1961年1650码游泳比赛中赢得了自己人生的第一个全国冠军。并且在1962年220/440/1650码三项游泳比赛中获得三连冠。1962年，温德首次亮相于珀斯大英帝国和英联邦运动会，分别获得4x220码游泳接力赛金牌，1650码银牌和440码铜牌。之后在1964年，他又获得了三项冠军，并进军东京奥运。但在400米自由泳的比赛中却被意外淘汰，目的是为之后的总决赛节省精力。作为回击，温德在1500米的时候积极调整自己，打破之前的奥运纪录，取得了冠军。同时，他在4x100米的接力中也收获了一枚铜牌。
奥运之后，温德就读于印第安纳大学，接受多克·康斯尔曼的培训。在美国，温德专攻短道游泳。在1966年牙买加金斯顿大英帝国和英联邦运动会上，温德获得了440码、4x100码、4x220码自由泳项目的冠军，并且都打破了各项世界纪录。他于1968年在墨西哥城参加了第二次奥运会。在100米和200米自由泳项目中，相继获得铜牌和银牌，并在此次奥运后退休。退休后，他在美国发动机部门阿利斯恰尔默斯工作，之后被调任澳大利亚部门。

## 早年生活
温德1944年11月7日出生于悉尼，在悉尼东部郊区威佛利长大。温德和他妹妹诺玛在附近的勃朗特海滩学会游泳。之后他们的家搬到了贝克斯利北，温德效力于自己学校的校队——马里斯特学院。从12岁开始，温德就师从恩菲尔德，接受训练。一周的训练之后，温德取得区同龄组的冠军。从那开始，一直到15岁，父亲开车接送他到恩菲尔德那里，每周训练三到四次。15岁之后，他接受每天训练。
温德的人生转折点是1960年澳大利亚锦标赛。他在1650码游泳项目中排名第二，仅次于约翰·康纳德，因此晋级1960年在罗马举行的夏季奥运会。他中断自己的高中学业和奥运游泳队一起参加了昆士兰三个月的训练营。然而，温德并没有在此次奥运比赛中参赛，教练只是希望他从奥运游泳比赛的气氛中学习。当他回到澳大利亚时，转而在唐·塔尔博特旗下接受训练，唐·塔尔博特也曾训练过康纳德。

因为温德独特的体型，塔尔博特给他取绰号为“格雷伊猎犬”。由于温德体型较小，因此他要用45-47划来游完一条单向泳道。但是他的同行莫雷·罗斯只用35-37划。
塔尔博特说，温德是他训练过这么多人里，体型最小的。要减少他游泳划水的频率也是非常困难的。但塔尔博特激励了温德，并且给他灌输了极大的自信。温德也通过增加自己的训练量来回应。之后也被认为是塔尔博特最勤奋的学生。温德有着超强的意志力和决心，其他运动员经常看到他占用别人的训练泳道游泳，从而遭到抱怨说温德太激进了。他在赛季前的训练是其他队员的两倍。据塔尔博特说，温德的弱点就是他只能用两种泳姿游泳，要么非常平缓，要么非常缓慢。温德也在后续能量储备上面犯了难。塔尔博特感叹道：“从来没想过他这样的游泳方式会作为他之后的秘密武器。”

## 首个国际头衔和奖项
在1961年的澳大利亚锦标赛上，温德以17分37.7秒赢得了1500米冠军，这也是他在16岁时获得了自己的人生中首个澳大利亚冠军。然而，他的同伴在接力赛中表现不佳，另外一枚金牌并未能收入囊中。接下来的一年，温德以分别以2分2.9秒，4分25.0秒和17分53.3秒的时间赢得了220码，440码和1650码自由泳比赛的冠军，展示了他的超强能力。他所在的新南威尔士队获得4x220码自游泳接力的冠军。他在1962年的大英帝国和珀斯英联邦运动会上被选中参赛，分别在1650码和440码的自由泳比赛中获得银牌和铜牌。从美国大学游泳比赛回来的默里·罗斯赢得了两项比赛的冠军。分别是1650码，17分18秒，温德的记录是26.4秒。在440码的比赛中，罗斯在4分20.0秒的时间内完成，比第三名的温德领先3.1秒。温德在4x220码自由泳接力赛中获得了金牌，罗斯，艾兰·伍德和安东尼·斯塔汗也创造了世界纪录。
温德在1963年澳大利亚锦标赛上获得220码，440码，880码和1650码的自由泳项目冠军，时间分别是2分2.8秒，4分23.0秒，9分10.5秒和17分59.6分。当大卫·迪克森在110码的比赛中仅因一指之遥先触岸时，打破了他想包揽所有自由泳项目冠军的美梦。这两人是强强对决，但因迪克森的做法更佳符合规范，所以冠军的天平偏向了他。作为新南威尔士队的一员，温德又在4×220码和4×110码自由泳中多摘了两枚金牌。温德在1963年创造了200米和220码自由泳的世界纪录，时间分别为2分0.3秒和2分1.1秒。在1964年的澳大利亚锦标赛中，他分别以2分0.0秒，4分17.6秒和17分9.4秒的成绩获得了三项个人冠军，分别是200米，400米和1500米。因为这是奥运年，比赛按照奥运标准举行，按照公制距离进行。温德效力于新南威尔士三支游泳接力队，这三支队伍席卷了接力赛，并获得了400米和800米自由泳和400米混合泳接力的冠军。定这两个四重奏。
温德在1963年澳大利亚锦标赛上获得220码，440码，880码和1650码的自由泳项目冠军，时间分别是2分2.8秒，4分23.0秒，9分10.5秒和17分59.6分。当大卫·迪克森在110码的比赛中仅因一指之遥先触岸时，打破了他想包揽所有自由泳项目冠军的美梦。这两人是强强对决，但因迪克森的做法更佳符合规范，所以冠军的天平偏向了他。作为新南威尔士队的一员，温德又在4×220码和4×110码自由泳中多摘了两枚金牌。温德在1963年创造了200米和220码自由泳的世界纪录，时间分别为2分0.3秒和2分1.1秒。在1964年的澳大利亚锦标赛中，他分别以2分0.0秒，4分17.6秒和17分9.4秒的成绩获得了三项个人冠军，分别是200米，400米和1500米。因为这是奥运年，比赛按照奥运标准举行，按照公制距离进行。温德效力于新南威尔士三支游泳接力队，这三支队伍席卷了接力赛，并获得了400米和800米自由泳和400米混合泳接力的冠军。

## 奥运冠军
温德的优秀表现使他能够有机会参加1964年的东京夏季奥运会，他计划参加四个项目：400米和1500米自由泳4×100米和4×200米自由泳接力赛。 4×100米的自由泳接力赛中，他与迪克森，彼得·杜克和约翰·赖安一队，是夺冠热门。但是他们以3分40.6秒的时间落后于美国队1.8秒。温德将其余队伍抛在脑后。因为澳大利亚队在预选赛中位列第二，因此进入决赛。然而，美国在决赛中将时间再提高了5.6秒，但是澳大利亚队将时间仅提高了3分39秒，仅次于美国队和德国队。前两回澳大利亚排在第二位，直到德国以快0.1秒的优势上升到第二。温德没法跟进德国队，澳大利亚在比赛结束屈居第三。
在400米自由泳比赛中，温德和塔尔博特做出了错误的判断，为了节省温德的精力，他们决定让温德稍有放松，但时间却比澳大利亚锦标赛慢了4秒。温德是这场比赛的头号种子之一，塔尔博特建议他在比赛的前半段轻松地游，然后放慢速度。然而，他游得太慢，名词太靠后，完全错过了决赛。他以4分21.6秒的时间位列总成绩第九名，以0.5秒的劣势无缘决赛。预选赛中最慢的是山中刚，他被自己的教练劝退比赛。他在全国锦标赛中击败的另外两名澳大利亚代表，却进入了这也给他自己上了一课。
在1500米比赛的时候，塔尔博特决定，温德尔从一开始就发力，就会在比赛的后阶段留下。他们也为温德出谋划策，在疲倦的时候形成肘部下降的习惯。温德之后便以17分15.9秒的时间打破了奥运纪录，超过之前的速度六秒。在决赛中，温德尔从一开始就运用了短跑的战术，一路领先，将自己的奥运纪录降到了17分1.7秒，并以1.3秒的速度领先美国选手约翰·尼尔森。温德的战术打乱了美国人的“赛车计划”。纳尔逊和世界纪录保持者罗伊·萨里已经计划在整个比赛中相互配合，但最终却太在意温德，在自己的游泳比赛里分了心。结果，萨里排名第七，远远不及他之前的水准。后来温德与伍德，瑞安，迪克森一起参加了4×200米自由泳接力决赛。澳大利亚队在两名个人奖牌得主伍德和温德的助力下，获得了第四名，以预选赛最后一名，进入了总决赛。在总决赛中，澳大利亚排名第四，而温德落后第三名的日本队3.7秒。

## 告别国际舞台
1967年，温德退役，但在被塔尔博特说服之后，又卷土重来，参加短距离游泳项目。 1968年，温德在印第安纳州的880码自由泳接力赛上取得冠军，在全国大学体育协会男子游泳和跳水锦标赛中摘冠，这是该校连续六次获得男子团体冠军的第一名。 随后他在四年内首次参加了澳大利亚锦标赛。 虽然他没有赢得任何个人奖牌，但是他是新南威尔士队获得4×100米和4×200米自由泳接力冠军的主力。温德被任命为男子奥林匹克游泳队的队长，获得了100米和200米自由泳比赛以及相应的自由式接力赛的选拔权。